# Abdel Rahman Shalgham

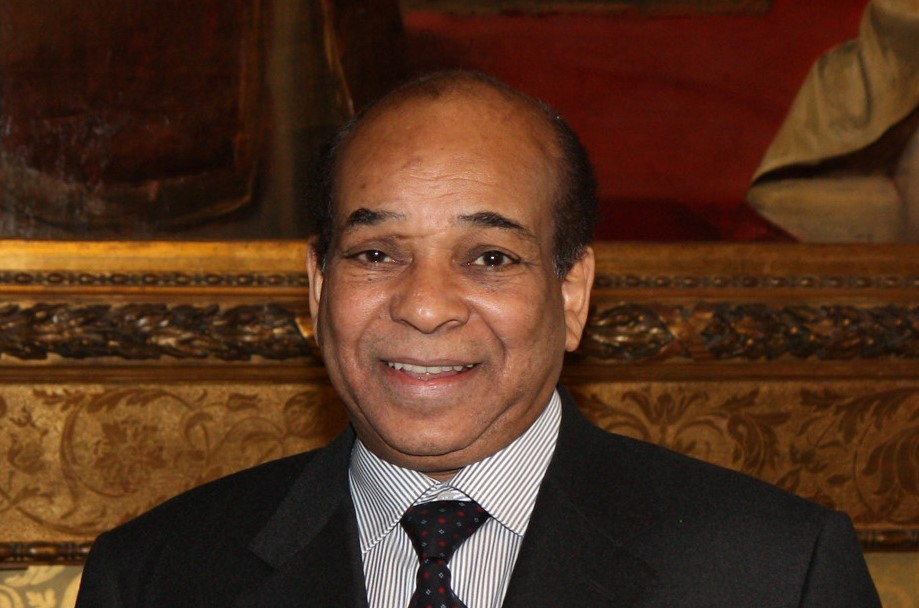
Abdel Rahman Shalgham, 2011

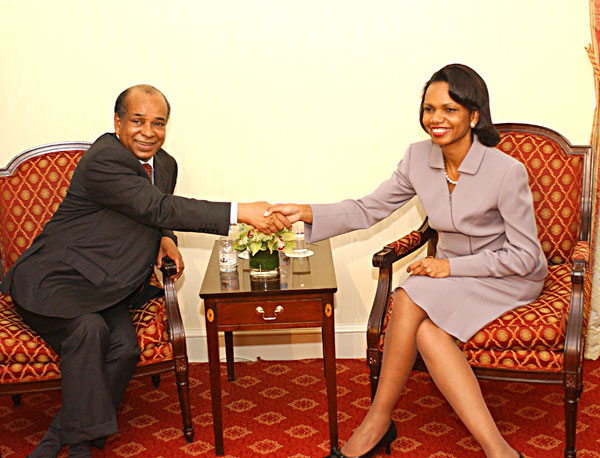
Shalgham mit US-Außenministerin Condoleezza Rice in New York, 17. November 2005

Abdel Rahman Shalgham (arabisch عبد الرحمن شلقم; * 1949) ist der UN-Botschafter Libyens (Stand Februar 2011). Von 2000 bis 2009 war er der Außenminister Libyens.

## Biografie
Nach dem Erreichen des Bachelors in Medienwissenschaften an der Universität von Kairo im Jahre 1972 arbeitete er als Chefredakteur von 1975 bis 1977 bei der Zeitung El-fajir El-jadid sowie von 1977 bis 1979 bei Cultural Weekly und Political Weekly. Sein erster Posten in der Regierung war von 1981 bis 1983 als Informationssekretär. Von 1984 bis 1995 war er elf Jahre lang libyscher Botschafter in Italien. Von 1998 bis 2000 war er außenpolitischer Sprecher des Allgemeinen Volkskongresses Libyens. Im Jahr 2000 nahm er den Posten als Außenminister an, von dem er 2009 von Mussa Kussa abgelöst wurde.